# Istiophorus platypterus

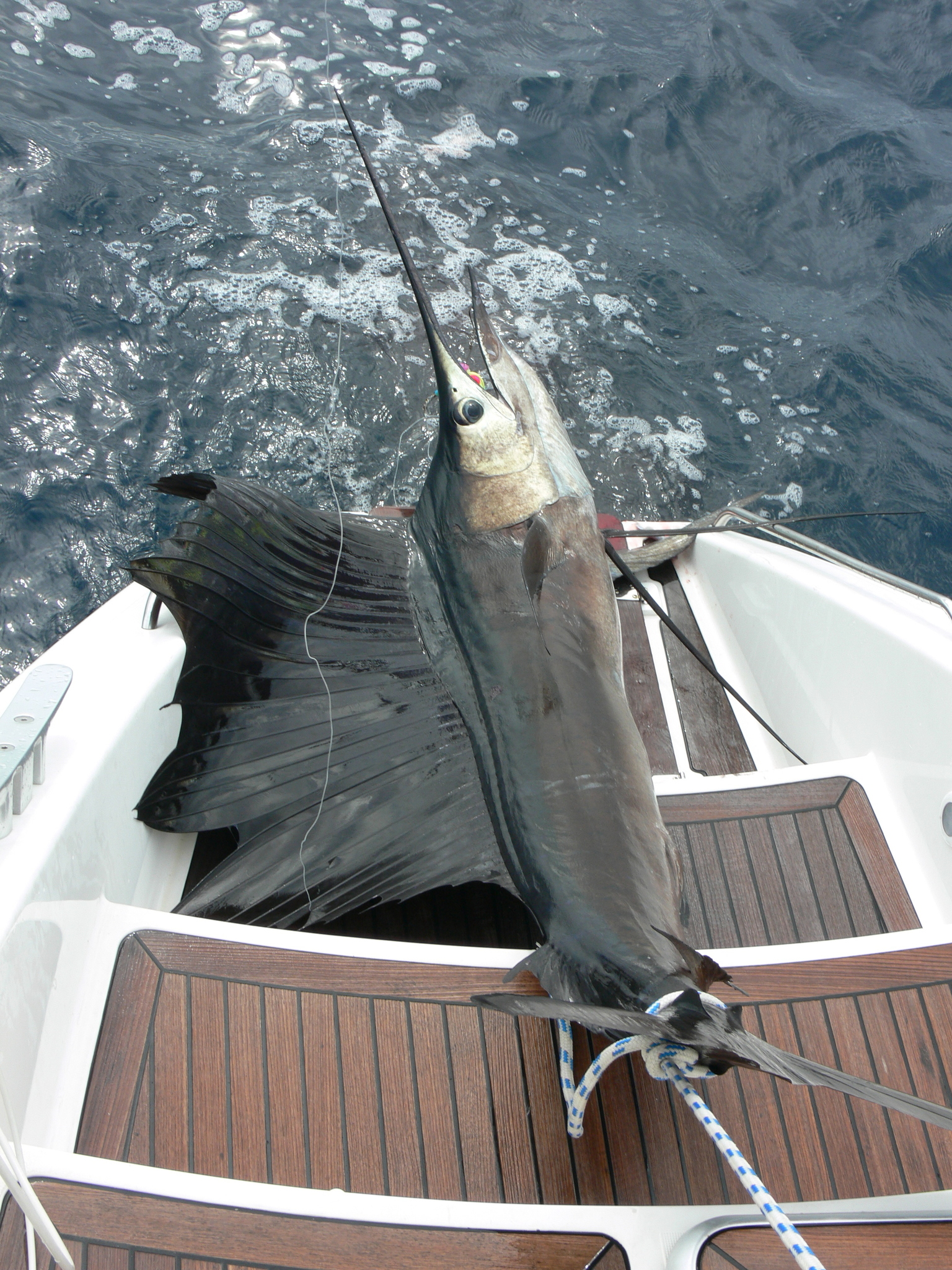
Um agulhão-vela capturado.

Istiophorus platypterus (Shaw, 1792), também conhecido pelo nome comum de agulhão-vela, é um peixe agulhão com distribuição natural no Oceano Índico e no Oceano Pacífico. Consta do Guinness Book como sendo o animal aquático mais rápido, chegando a 110 km por hora.